# Niek van der Bruggen
Niek van der Bruggen (Eindhoven, 20 januari 1983) is een Nederlandse diskjockey.

## Biografie

### Tot 2003
Niek van der Bruggen begon zijn loopbaan als technicus in het midden jaren van de negentig bij de lokale omroep in Eindhoven. Rond 1997 kreeg hij een kans als DJ en direct een eigen programma bij Radio Veldhoven. Daarna maakte hij jarenlang een middagprogramma bij Radio Decibel in Nuenen. Ook presenteerde hij daar enige tijd een vrijdagavondprogramma met Timo Kamst.
Ook buiten Nederland ging hij radio maken, onder meer voor Fantasy FM en Royaal FM. Ook heeft hij de ochtendshow gepresenteerd op Curaçao voor Dolfijn FM.

### Noordzee FM (2003–2006)
In 2003 kwam Van der Bruggen bij het landelijke radiostation Noordzee FM terecht, waar hij een weekendprogramma ging presenteren en was hij vaste invaller van andere programma's. Noordzee FM veranderde per 1 september 2005 in Q-music. Hier presenteerde hij een half jaar een programma op donderdag en vrijdag van 21:00 tot 23:00 en één keer in de twee weken op de woensdag. Daarnaast verzorgde hij één keer in de twee weken de techniek in het toen nog non-stop weekend.

### Radio 538 (2006–2013)
Op 1 mei 2006 stapte Van der Bruggen over naar Radio 538. Hier werd Niek producer van diverse programma's en presenteerde hij elke zondagnacht van 00:00 tot 03:00 een programma. Later presenteerde hij op zaterdag en zondag een weekendprogramma van 04:00 tot 08:00 toen Menno de Boer, die die plek eerder invulde, in juli 2006 overstapte naar SLAM!. Vanaf voorjaar 2008 tot september 2009 presenteerde hij het programma D'r uit! op zondagochtend.
Tot augustus 2009 presenteerde hij in het weekend het programma Fight for your Night, daarna ruilde hij van uren met Mark Labrand en ging hij programma maken in de middag in het weekend. Verder viel hij bij Radio 538 op verschillende tijden in voor dj's die afwezig waren. Zo was hij in de eerste week van 2008 samen met Tim Klijn te horen in Evers Staat Op.
Niek presenteerde in de zomervakantie van 2008 vier weken het programma MiddenInDeNachtRick. Ook presenteerde hij 't Beste van Evers Staat Op', op zaterdag, bij afwezigheid van Edwin Evers. Daar werd hij vervangen door Mark Labrand, omdat Niek na Evers een programma ging maken.
In 2009 presenteerde hij Evers staat op in de laatste week van het jaar. Vanaf datzelfde jaar verving hij Dennis Ruyer doordeweeks tussen 14.00 en 16.00, omdat Ruyer de uren van Lindo Duvall overnam. Nadat Dennis weer terugging naar zijn oude tijd presenteerde Frank Dane tijdelijk de middagshow, met Niek en Jelte van der Goot als sidekick. Nadat Frank naar 3FM vertrok nam Niek de middagshow over een presenteerde die een aantal weken met Jelte van der Goot. Bij de bekendmaking van de nieuwe Radio 538 programmering op 27 september 2010 werd bekend dat Niek vanaf 4 oktober samen met Jelte van der Goot sidekick werd bij het middagprogramma van Ruud de Wild, die weer terugkeerde bij de zender. Niek behield zijn programma in het weekend; zaterdag en zondag tussen 12.00 en 15.00 uur. Niek van der Bruggen was ook de vaste invaller bij afwezigheid van Dennis Ruyer.
Vanaf september 2012 heette zijn weekendprogramma Niek =. Op 19 juli 2013 nam Niek van der Bruggen tevens de Powermix over van Dennis Verheugd, die stopte bij Radio 538 omdat hij voor Radio 10 ging werken.

### Qmusic (2013–2017)
Half oktober 2013 stopte van der Bruggen bij Radio 538, waarna hij per 1 november 2013 de overstap maakte naar Qmusic, het radiostation waar hij al eerder een half jaar werkzaam was. Hij presenteerde aanvankelijk een avondprogramma van maandag t/m vrijdag tussen negen en middernacht. Vanaf 21 juli 2014 t/m oktober 2016 presenteerde hij elke werkdag de middagshow tussen 16.00 en 19.00 uur. In 2014 en 2015 presenteerde hij als Sint Niek van eind november t/m 5 december de jaarlijkse Sinterklaasactie van Qmusic.

### Radio Veronica (2017–2018)
Vanaf 2 januari 2017 was Van der Bruggen te horen op Radio Veronica. Eerst presenteerde hij van 5:00 tot 9:00 uur, maar vanaf 9 oktober 2017 van 16:00 tot 19:00 uur. Op 14 december 2018 maakte Van der Bruggen zijn laatste uitzending bij Radio Veronica.

### Radio 538 (2019–2023)
Vanaf 2019 was hij elke zaterdag en zondag van 08.00 tot 12.00 uur te horen op Radio 538. Vanaf 8 mei 2020 nam hij de middagshow op vrijdag (12.00 tot 14.00 uur) van Menno de Boer over. Van der Bruggen verliest hiermee zijn vaste show op de zaterdagochtend. Vanaf 9 mei 2020 presenteert Frank Dane daar ‘het beste van de ochtendshow met Frank Dane’. 
Op maandag 10 februari 2020 nam hij eenmalig de ochtendshow over van Frank Dane. Frank Dane was een weekend naar Londen gegaan, maar kon zondag 9 februari niet terugvliegen naar Nederland omdat zijn vlucht werd geannuleerd door de storm Ciara. Hierdoor kon hij niet op tijd terug zijn om zijn ochtendshow te presenteren.
Vanaf 24 augustus 2020 maakt Niek van der Bruggen radio-uitzendingen op zaterdag en zondag van 12.00 tot 15.00 uur. Daarnaast is hij regelmatig invaller op de werkdagen. Hij verving vooral Wietze de Jager elke werkdag tussen 12:00-14:00 als De Jager de ochtendshow verving of op vakantie was. 
Vanaf 22 november 2021 was hij elke werkdag vast te horen tussen 12:00-14:00.
Sinds 29 augustus 2022 is hij maandag tot en met donderdag te horen van 19:00-21:00.
Op 29 december 2023 maakte Van der Bruggen bekend Radio 538 te gaan verlaten. In 2024 zou hij een nieuwe uitdaging aan gaan. Van der Bruggen was toen al enige tijd uit de programmering van 538 gehaald, omdat hij volgens de zender ziek thuis zou zitten.

### Radio Veronica (2024 -)
Vanaf februari 2024 is Van der Bruggen wederom te horen op Radio Veronica. Hij maakt een programma op zaterdag en zondag van 16:00 tot 19:00 uur en doet invalpresentatie op de zender en zusterstation SLAM! (radiozender). 

## Privé
Van der Bruggen had van juni 2012 tot juni 2018 een relatie met Froukje de Both. Ze woonden samen in Landsmeer.